# M̧
La M con cedilla (Mayúscula: M̧ minúscula: m̧), es una letra del grafema utilizado en la escritura del idioma marshalés.Esta es la letra M diacrítico de una cedilla.

## Codificación
La M con cedilla se puede representar en Unicode usando los siguientes caracteres:
| formas    | representación | Puntos de código | descripción                          |
| --------- | -------------- | ---------------- | ------------------------------------ |
| Mayúscula | M̧              | U+004D U+0327    | Letra mayúscula latina M con cedilla |
| minúscula | m̧              | U+006D U+0327    | Letra minúscula latina M con cedilla |